# Ludwig Dettmann
Pour les articles homonymes, voir Dettmann.

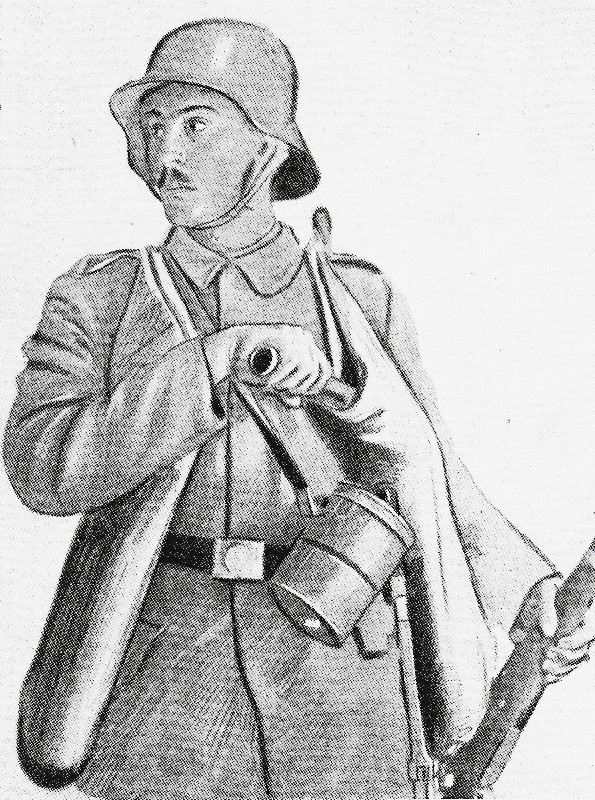
Photo d'un pionnier du Sturm-Bataillon Nr. 5 (Rohr)

Ludwig Dettmann, né le 25 juillet 1865 à Adelby et mort le 19 novembre 1944 à Berlin, est un peintre allemand qui fut directeur de l'académie des arts de Königsberg.

## Biographie
Dettmann est né à Adelby, près de Flensbourg. Il étudie à l'académie des arts de Berlin et débute comme illustrateur. Il s'engage ensuite, sous l'influence de Max Liebermann, dans la peinture de paysages, utilisant l'huile ou l'aquarelle. L'hôtel de ville d'Altona lui commande quatre fresques sur l'histoire de l'endroit. Dettmann fait partie des fondateurs en 1898 de la Sécession berlinoise, aux côtés de Liebermann, Leistikow, Engel (de), Klimsch et d'autres.
Il est nommé en 1900 directeur de l'académie des arts de Königsberg. Il compte parmi ses élèves Theo von Brockhusen. Il peint en 1906 les fresques de la haute école technique de Dantzig, et celle de Königsberg. Deux grandes fresques de Dettmann, datant de 1913, se trouvent aujourd'hui à l'hôtel de ville de Kiel. D'après l'historienne d'art Monika Potztal, Dettmann était un défenseur et protagoniste de l'impressionnisme en Allemagne.
Il est nommé peintre militaire à la guerre de 1914-1918. En 1915, il participe à une exposition sur l'armée allemand et la marine impériales à l'Académie royale des arts de Berlin et à l'union des artistes de Königsberg en mai 1916. Il présente surtout des portraits d'officiers généraux, comme ceux de Ludendorff ou Hindenburg, ainsi que des scènes de batailles. Il quitte la direction de l'académie après la guerre et s'installe en 1919 à Berlin.
Il illustre en 1923, l'ouvrage de Walter Bloem (de), Weltbrand - Deutschlands Tragödie 1914-1918, et en 1928 Mit dem Zeppelin nach Amerika. Das Wunder vom Himmel und Ozean, mais son style est passé de mode à l'époque de la République de Weimar. Entre 1936 et 1937, il est président de l'Association des artistes berlinois (Verein Berliner Künstler). Dettmann est devenu membre du NSDAP en 1933 et fait partie d'organisations d'artistes soutenues par le nouveau régime. Il reçoit la médaille Goethe en 1935 et publie en 1938 Ostfront. Ein Denkmal des Deutschen Kampfes (Le Front de l'Est, monument du combat allemand) qui est placé en 1946 sur la liste des publications interdites de la zone d'occupation soviétique en Allemagne. Il avait été mis sur la Gottbegnadeten-Liste sous Hitler en 1944, peu avant de mourir.
Il est aujourd'hui tombé dans l'oubli. Cependant une exposition récente en 2008 à Flensbourg a montré au public ses paysages, ses scènes paysannes et de pêcheurs de la mer Baltique qui a rencontré un certain succès.

## Quelques œuvres
- Aussaat, Gemäldegalerie, Dresde (Blé en herbe)
- Frühling in Grunewald, Nationalgalerie, Berlin (Printemps à Grunewald)
- Der Verlorene Sohn (Le Fils prodigue)
- Heilige Nacht (Sainte Nuit)
- Landarbeiterbegräbnis, Staatlisches Museum, Schwerin, 1892 (Tombe paysanne)
- Fischerfriedhof, Nationalgalerie, Berlin, 1902 (Cimetière de pêcheur)
- Friesischer Gesang, 1903 (Chant frison)
- Sonnenuntergang, 1905 (Coucher de soleil)
- Wäscherinnen am Gardasee, 1905 (Lavandières au lac de Garde)
- Friesische Frauen verlassen den Kirchhof, 1905 (Paysannes frisonnes quittant le cimetière)
- Bauernhof aus Sylt, 1931 (Ferme à Sylt)
- Schwere Landung (Le Difficile accostage)